# François Richard (homme politique)
Pour les articles homonymes, voir François Richard et Richard.
François G. Richard, né le 2 février 1873 à Saint-Édouard-de-Kent dans la province canadienne du Nouveau-Brunswick, est un fermier, marchand, agent d'assurances et homme politique canadien.

## Biographie
François G. Richard est né le 2 février 1873 dans le hameau de Saint-Édouard-de-Kent, à Sainte-Anne-de-Kent au Nouveau-Brunswick. Son père est Gilbert Richard et sa mère est Apoline Nowlan. Il épouse Marie-Jeanne Richard le 30 juillet 1900 et le couple a douze enfants.
Il est député de Kent à l'Assemblée législative du Nouveau-Brunswick de 1925 à 1939 en tant que libéral.